# ロンザ・カノン・タフ
ロンザ・カノン・タフ （英語:Rhondda Cynon Taf、ウェールズ語:Rhondda Cynon Taf）は、ウェールズ南部のカウンティ・バラ。
2001年の国勢調査では、233,700人の住人のうち21.1%がウェールズ語で、話す、または読み、書く、理解することができる。
ロンザ・カノン・タフ・カウンティ・バラは、マーサー・ティドビル、ケアフィリと東側で、カーディフ、ヴェール・オブ・グラモーガンと南側で、ニース・ポート・タルボット、ブリジェンドと西側で、ポーイスと北側で接している。

## 歴史
- 2024年11月22日 - 発達した低気圧の接近により集中豪雨。洪水発生を受けて重大事態が宣言された[1]。